# Women's 4 Nations Cup
De Women's 4 Nations Cup was een vrouwenvoetbaltoernooi voor landenteams dat begon op 11 juli 2009 en eindigde op 15 juli 2009. Het toernooi werd gewonnen door het Chinees vrouwenelftal.
De 4 Nations Cup was een initiatief van het Amsterdamse sportmarketingbureau SoccerID. In samenwerking met bondscoach Vera Pauw werden de deelnemers gecontracteerd. De wedstrijden werden in Amsterdam in het Olympisch Stadion gespeeld. De ploegen speelden een halve competitie. Iedere speelronde werden twee wedstrijden na elkaar afgewerkt.

## Deelnemers
| Team                 | FIFA ranglijst (jun. '09) |
| -------------------- | ------------------------- |
| China                | 12e                       |
| Nederland (Gastland) | 17e                       |
| Zwitserland          | 26e                       |
| Zuid-Afrika          | 55e                       |

## Wedstrijden
Alle tijden zijn in de lokale tijd (UTC+1)
|                   |                                                                            |           |             |                              |
| 11 juli 16:30 uur | China                                                                      | 5 – 0     | Zuid-Afrika | Olympisch Stadion, Amsterdam |
| 11 juli 16:30 uur | Yan Bi 25' (pen.) Yuan Xi 34' Fengyue Pang 39' Fan Yuan 60' Xiaoxu Lou 65' | (Verslag) |             | Olympisch Stadion, Amsterdam |

|                   |                                                                                               |           |             |                              |
| 11 juli 19:30 uur | Nederland                                                                                     | 5 – 0     | Zwitserland | Olympisch Stadion, Amsterdam |
| 11 juli 19:30 uur | Karin Stevens 9' Manon Melis 31' Annemieke Kiesel 37' Marlous Pieëte 88' Anouk Hoogendijk 90' | (Verslag) |             | Olympisch Stadion, Amsterdam |

|                   |             |                      |                                |                              |
| 13 juli 16:30 uur | Zwitserland | 0 – 2                | China                          | Olympisch Stadion, Amsterdam |
| 13 juli 16:30 uur |             | (Verslag)[dode link] | Fengyue Pang 55' Xiaoxu Ma 89' | Olympisch Stadion, Amsterdam |

|                   |                                                                     |           |                                            |                              |
| 13 juli 19:30 uur | Nederland                                                           | 3 – 2     | Zuid-Afrika                                | Olympisch Stadion, Amsterdam |
| 13 juli 19:30 uur | Chantal de Ridder 34' Lianne de Vries 45' Shanice van de Sanden 76' | (Verslag) | Lebogang Thobejane 1' Mamphashe Popela 62' | Olympisch Stadion, Amsterdam |

|                   |                                                         |                      |                                      |                              |
| 15 juli 16:30 uur | Zuid-Afrika                                             | 3 – 2                | Zwitserland                          | Olympisch Stadion, Amsterdam |
| 15 juli 16:30 uur | Mamphase Popela 42' Noko Matlou 45' Jeanine van Wyk 78' | (Verslag)[dode link] | Lara Dickemann 57' Nicole Remund 84' | Olympisch Stadion, Amsterdam |

|                   |                                   |           |                                             |                              |
| 15 juli 19:30 uur | Nederland                         | 2 – 4     | China                                       | Olympisch Stadion, Amsterdam |
| 15 juli 19:30 uur | Karin Stevens 49' Manon Melis 90' | (Verslag) | Yan Bi 48', 52' Fengyue Pang 82' Sa Lui 90' | Olympisch Stadion, Amsterdam |

## Eindstand
| # | Land        | Wedstrijden | Wedstrijden | Wedstrijden | Wedstrijden | Doelpunten | Doelpunten | Doelpunten | Punten |
| - | ----------- | ----------- | ----------- | ----------- | ----------- | ---------- | ---------- | ---------- | ------ |
| # | Land        | G           | W           | G           | V           | V          | T          | Saldo      | Punten |
| 1 | China       | 3           | 3           | 0           | 0           | 10         | 1          | +9         | 9      |
| 2 | Nederland   | 3           | 2           | 0           | 1           | 9          | 5          | +4         | 6      |
| 3 | Zuid-Afrika | 3           | 1           | 0           | 2           | 5          | 10         | -5         | 3      |
| 4 | Zwitserland | 3           | 0           | 0           | 3           | 2          | 10         | -8         | 0      |

## Topscorers
| Pos.         | Speler                     | Land         | Goals |
| ------------ | -------------------------- | ------------ | ----- |
| 1            | Fengyue Pang               | China        | 3     |
| 1            | Yan Bi                     | China        | 3     |
| 3            | Manon Melis                | Nederland    | 2     |
| 3            | Mamphashe Popela           | Zuid-Afrika  | 2     |
| 3            | Karin Stevens              | Nederland    | 2     |
| 6            | Lara Dickemann             | Zwitserland  | 1     |
| 6            | Anouk Hoogendijk           | Nederland    | 1     |
| 6            | Annemieke Kiesel-Griffioen | Nederland    | 1     |
| 6            | Xiaoxu Lou                 | China        | 1     |
| 6            | Sa Lui                     | China        | 1     |
| 6            | Xiaoxu Ma                  | China        | 1     |
| 6            | Noko Matlou                | Zuid-Afrika  | 1     |
| 6            | Marlous Pieëte             | Nederland    | 1     |
| 6            | Nicole Remund              | Zwitserland  | 1     |
| 6            | Chantal de Ridder          | Nederland    | 1     |
| 6            | Shanice van de Sanden      | Nederland    | 1     |
| 6            | Lebogang Thobejane         | Zuid-Afrika  | 1     |
| 6            | Lianne de Vries            | Nederland    | 1     |
| 6            | Jeanine van Wyk            | Zuid-Afrika  | 1     |
| 6            | Yuan Xi                    | China        | 1     |
| 6            | Fan Yuan                   | China        | 1     |
| Totaal:      | Totaal:                    | Totaal:      | 28    |
| Wedstrijden: | Wedstrijden:               | Wedstrijden: | 6     |
| Gemiddelde:  | Gemiddelde:                | Gemiddelde:  | 4.67  |